# Солдаты будущего (аниме)
Солдаты будущего (яп. i-wish you were here- あなたがここにいてほしい i-wish you were here- Аната га коко ни итэ хосий, «Вот бы ты был здесь») — четырёхсерийное аниме в формате OVA режиссёра Сэйдзи Мидзусимы, выпущенное студией «Gonzo» в 2001 году, в 2005 транслировалось на канале MTV Россия. Действие происходит в недалёком будущем, когда инопланетный вирус М34 грозит превратить всё человечество в кровожадных мутантов. Спасения от вируса не существует. Бойцы НБО (нано-бронированных отрядов) ведут безнадёжную войну против заражённых для спасения человеческой расы. Музыка для сериала была написана Кэндзи Каваи.

## Сюжет
Сюжет берёт своё начало через 4 года после падения на Землю метеорита, несущего вирус, который необратимо изменяет молекулярную структуру тела человека, превращая его в монстра-мутанта. В попытке остановить заражение, охватившее уже 3 процента населения Земли, Комитет Всемирного Сопротивления Экологической Катастрофе (the Committee of the Universal Resolution of Ecocatastrophe, CURE) создал подразделение солдат, чьи тела были усилены за счёт введённых в кровь наномашин. В нужный момент наномашины покидают тело солдата через поры, образуя броню, значительно увеличивающую его возможности, вплоть до десантирования без парашюта. Среди бойцов НБО ходят слухи о новейшей разработке — оружии, способном уничтожать монстров без всякого риска. Никто из них не знает, что «секретное оружие» — девушка по имени Аи (сэйю — Юкари Тамура), которая с помощью специальной техники может вызвать к жизни огромное существо энергетической природы. Будучи единственной в своём роде, она находится под постоянным надзором, фактически в заключении. Когда во время очередной операции заражённые неожиданно начинают объединяться в одно создание, ситуация выходит из-под контроля, и CURE принимает решение испытать возможности Аи в действии. Испытание проходит успешно, энергетическое существо с лёгкостью уничтожает монстра.
Солдат НБО Юдзи Тамия (сэйю — Дзё Одагири), раненый во время последней операции, уже вполне восстановился, но находится на карантине, как и все, вступавшие в контакт с заражёнными. Его анализы крови показывают, что вирус М34 не только попал в его кровь, но и эволюционировал, благодаря чему теперь может разрушать наномашины. CURE принимает решение об аресте Юдзи, как представляющего потенциальную угрозу. Узнав об этом, он пытается бежать, захватив Аи в заложники. В побеге его состояние ухудшается, но Аи, используя свою силу, полностью излечивает его. Вскоре после этого их обнаруживают войска CURE, и Аи, хоть и не желает возвращаться в лабораторию, соглашается пойти с ними, считая, что так будет лучше для всех. Тем временем, другие бойцы НБО также оказались заражены вирусом нового вида, который разрушает их наномашины. Юдзи оказывается вынужден сражаться сразу против них и отрядов CURE, посланных для их ликвидации. Благодаря вмешательству Аи угрозу удаётся устранить. Тем не менее, вспышка заражения увеличивается и вирус продолжает эволюционировать, имитируя способности, даваемые наномашинами. Аи с большим трудом справляется с новым огромным монстром, пока отряды НБО ликвидируют остальных.
В конце аниме можно видеть досье Аи, где указано, что она лишилась своих возможностей, но очевидно, что её сила уже начала возвращаться. Очевидно, что оба главных героя больше не служат в CURE и вместе проводят свободное время.

## Список серий
| 1 | Неожиданная встреча | 4 октября 2001 года |
| НБО сдерживают распространение вируса, но их число и силы слишком малы, чтобы остановить его окончательно, список погибших увеличивается почти после каждой операции. Юдзи попадает под обвал при обрушении здания, и, не имея возможности продолжать бой или бежать, выживает только благодаря своевременному вмешательству Аи. Тем не менее, он попадает в больницу в тяжёлом состоянии. |                     |                     |
| 2 | Прощание            | 4 октября 2001 года |
| Наномашины в теле Юдзи блокируют вирус, и он готовится к возвращению в строй. Остальные бойцы НБО тем временем снова сталкиваются с огромным монстром, но расчёт на поддержку со стороны Аи не оправдывается. Её способности слишком нестабильны, и для уничтожения монстра приходится выжечь зажигательной бомбой участок радиусом 2 километра. Вирус мутирует и начинает разрушать наномашины. CURE пытается заключить Юдзи под стражу, но он берёт Аи в заложники и бежит вместе с ней. Позже к ним присоединяются прочие солдаты НБО. Аи вынуждают вернуться на базу, а НБО отправляется на карантин в небольшой исследовательский центр. |                     |                     |
| 3 | Открытие            | 3 ноября 2001 года  |
| М35, новый вирус, способный не только разрушать наномашины, но и имитировать даваемые ими возможности, окончательно поражает весь состав НБО, кроме Юдзи. CURE безуспешно пытается уничтожить их с помощью роботов, вооружённых автоматическим оружием, ракетами и огнемётами. Узнав об этом, Аи настаивает на вылете к месту происшествия и успевает остановить артиллерийский обстрел, применённый CURE в виде крайней меры. В кадре появляются солдаты НБО, но живы ли они, не определить. В это время приходит информация о массовом появлении на улицах заражённых М35.                                                                  |                     |                     |
| 4 | Присутствие         | 3 ноября 2001 года  |
| Аи вызывают для предотвращения угрозы. Юдзи в очередной раз сбегает из больницы и присоединяется к участвующим в бою НБО. Вертолёт с Аи подбит и стоит прямо в центре опасной зоны. Имитация наноброни позволяет новому гигантскому монстру сопротивляться силе Аи, но она уничтожает его, сконцентрировав силу удара в одной точке. |                     |                     |

## Критика
Рецензенты отмечают шаблонность сюжета и обычно несвойственный для научно-фантастических боевиков упор на романтическую линию, которая в виду OVA-формата сериала также не смогла получить достойное развитие. Критике подверглась и анимация. Динамичные кадры выглядят ужасно из-за чувствующегося наличия небольшого числа кадров в секунду. «Неряшливые» 3D-кадры и «небрежные» рисованные 2D в сочетании выглядят ещё хуже, чем по отдельности. Единственным положительным моментом сериала был назван его саундтрек.